# 相模大野分岐点
相模大野分岐点（さがみおおのぶんきてん）は、神奈川県相模原市南区にある小田急電鉄小田原線と江ノ島線の施設上の分岐点である。営業上の乗換駅は、当分岐点から200メートル新宿寄りにある相模大野駅である。

## 歴史
- 1929年（昭和4年）4月1日：1927年（昭和2年）4月1日に開業していた小田原線との分岐点として大野信号所が開設される。
- 1938年（昭和13年）4月1日：大野信号所が駅に昇格する形で通信学校駅が開業。
- 1941年（昭和16年）1月1日：通信学校駅が相模大野駅に改称。
- 1996年（平成8年）9月1日：相模大野駅が新駅舎に移転。
- 1997年（平成9年）12月28日：相模大野駅が営業キロ上も新宿側に0.2 km移転。旧駅の位置が相模大野分岐点となる。

## 構造
相模大野駅・大野総合車両所があるため見分けがつかなくなっているが、下りは相模大野駅を出て南に分岐しているのが江ノ島線である。上りは江ノ島線が小田原線の上下線をオーバーパスして、小田原線の北側から合流する。この立体交差は、開業当時からの構造である。

## 運賃計算上の特例
上記の経緯から、小田原線と江ノ島線との相互間を乗車する際の運賃計算は、ここを経由して行われている。このため、小田原線小田急相模原駅以西と、相模大野駅を除く江ノ島線内各駅の間の運賃は、相模大野駅 - 相模大野分岐点間のキロ程（この区間の往復分0.4 km）を含めずに計算する。

## 隣の施設
小田急電鉄
 小田原線
相模大野駅 (OH 28) - 相模大野分岐点 - 小田急相模原駅 (OH 29)
 江ノ島線
相模大野駅 (OH 28) - 相模大野分岐点 - 東林間駅 (OE 01)